# مقاطعة آن آن (ماريلاند)
مقاطعة آن آن هي مقاطعة في ماريلند، بلغ عدد سكانها 47٬798  نسمة، في 2010، عاصمتها سنترفيل، تبلغ مساحتها 1٬370 كيلومتر مربع.

## الموقع
تشترك في الحدود مع:
- مقاطعة كينت
- مقاطعة تالبوت
- آن أروندل كاونتي
- مقاطعة كينت
- مقاطعة كارولين.

## أعلام
- روبرت رايت
- أيف لورانس
- ويليام كارمايكل
- وليام باكا
- جون إموري